# Žacléř
Žacléř é uma cidade checa localizada na região de Hradec Králové, distrito de Trutnov‎.